# 傑諾拉 (明尼蘇達州)
傑諾拉（英語：Genola，/dʒɛˈnoʊlə/ jeh-NOH-lə）是一個位於美國明尼蘇達州莫里森縣的城市，得名自意大利城市杰诺拉。

## 人口
根據2020年美國人口普查的數據，傑諾拉的面積為0.80平方千米，皆為陸地。當地共有人口70人，而人口密度為每平方千米88人。